# Сано (княжество)
Княжество Сано (яп. 佐野藩 Сано-хан) — феодальное княжество (хан) в Японии периода Эдо (1600—1871). Сано-хан располагался в провинции Симоцукэ (современная префектура Тотиги) на острове Хонсю.

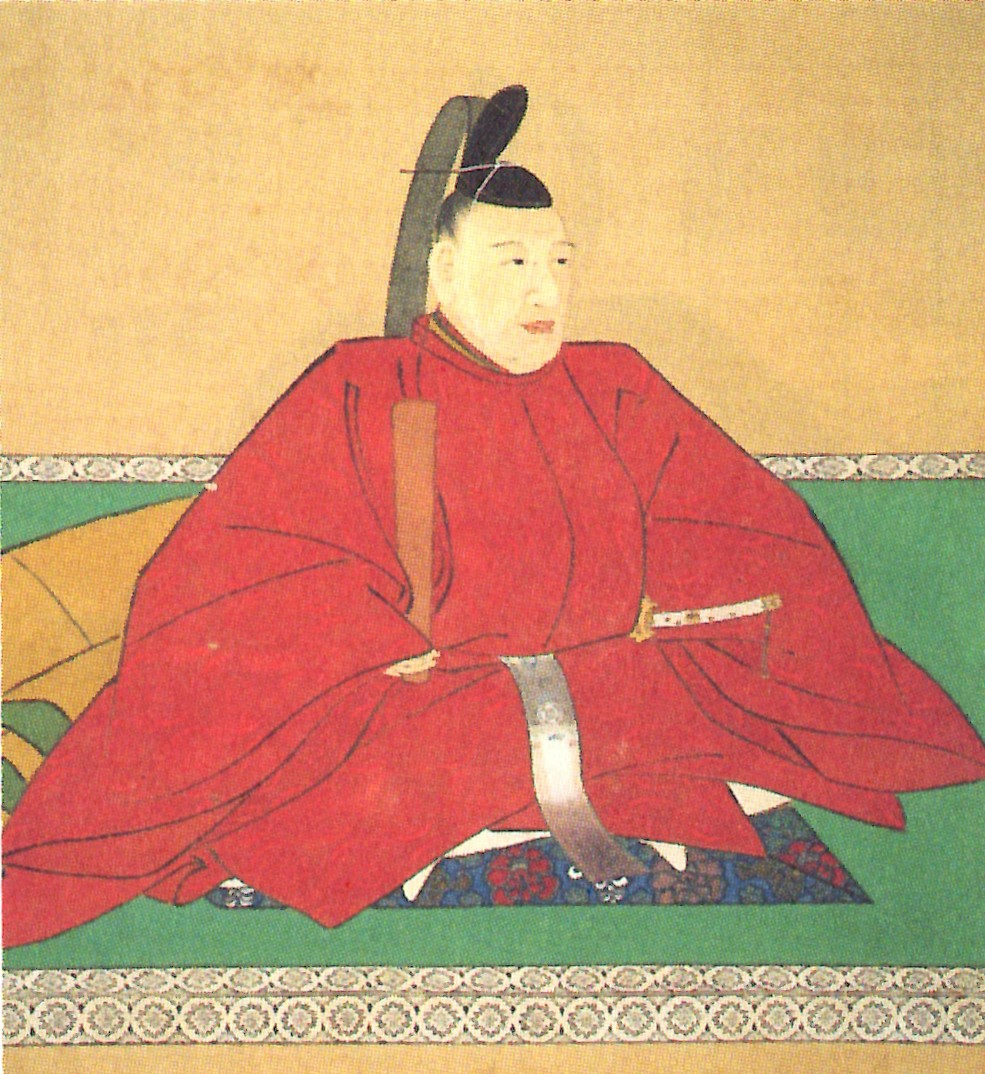
Хотта Масаацу (1755—1832), даймё Сано-хана (1826—1832)

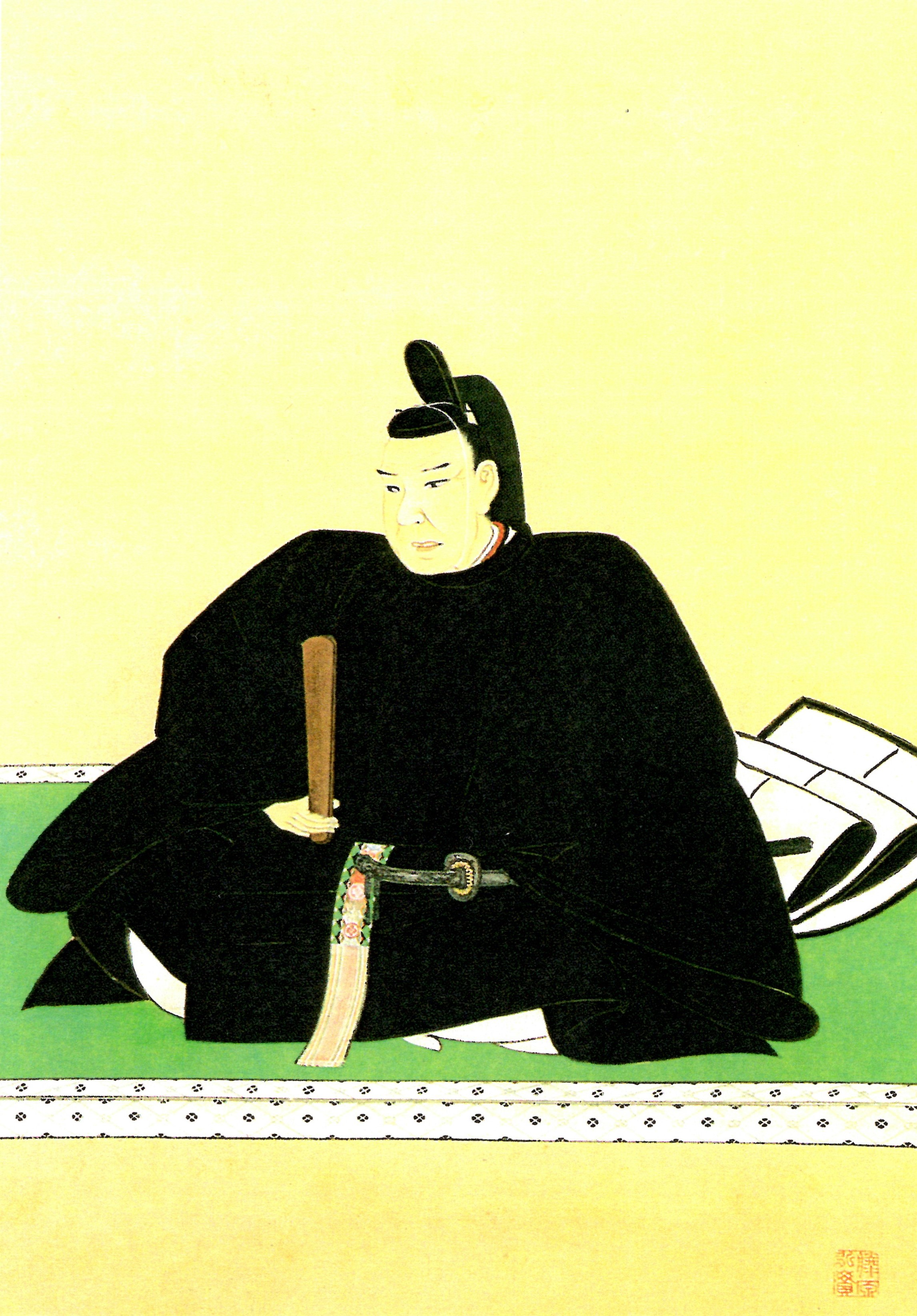
Хотта Масахира (1795—1854), даймё Сано-хана (1832—1854)

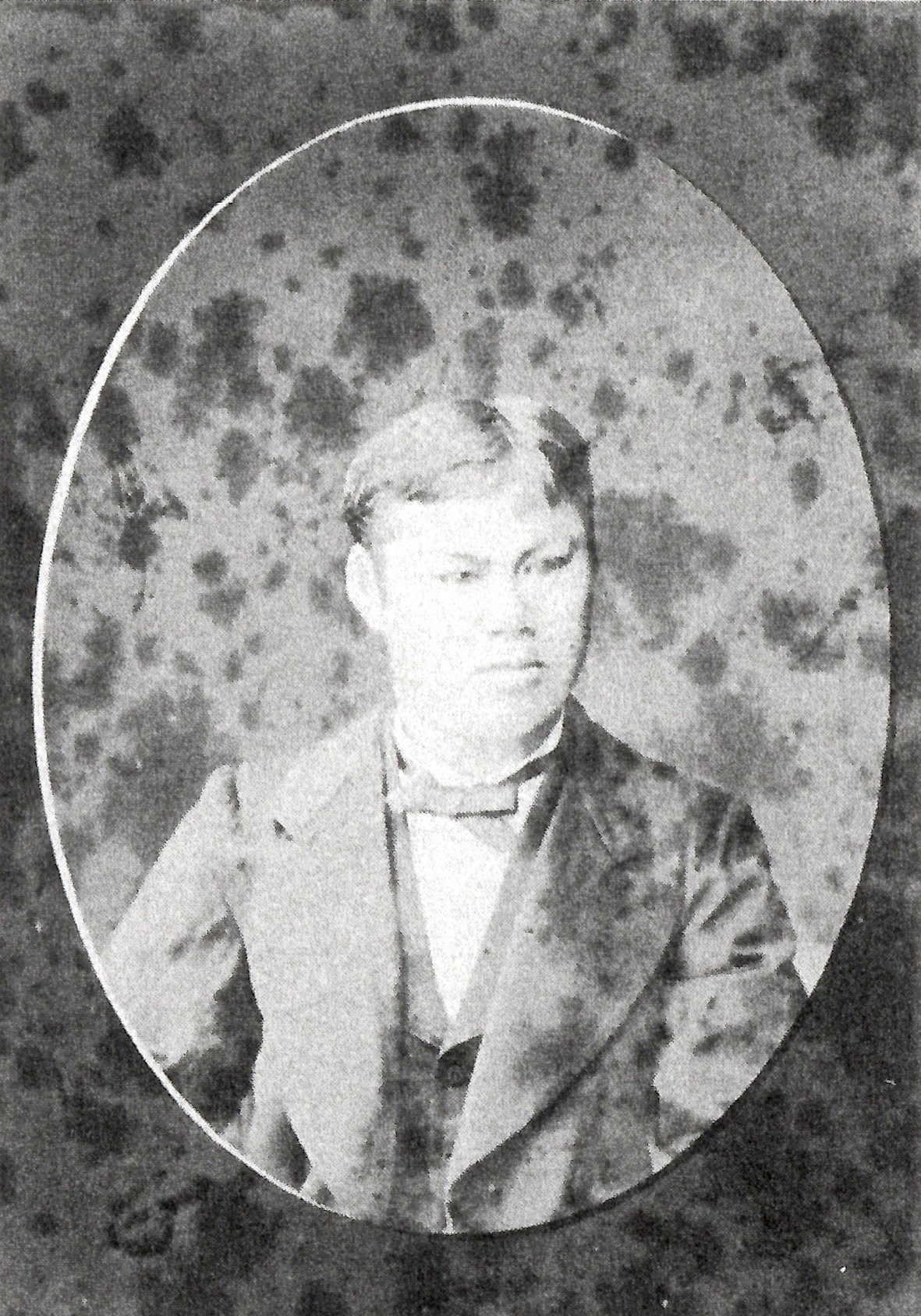
Хотта Масацугу (1842—1896), даймё Сано-хана (1854—1871)

Административный центр хана: Сано jin’ya в провинции Симоцукэ (современный город Сано в префектуре Тотиги). На протяжении большей части своей истории княжество управлялось младшей ветвью рода Хотта.

## История
Род Сано был ветвью клана Ояма, который поселился в Сано сёэн в период Камакура, и управлялвший этим районом в течение 15 поколений из неприступного горного замка Карасаваяма. В период Сэнгоку за этот район вели борьбу кланы Уэсуги и Го-Ходзё из Одавара. Замок Карасаваяма выдержал десять осад Уэсуги Кэнсина. Сано Мунэцуна (1560—1585), 17-й глава рода Сано, был разбит Нагао Акинагой. Фактический диктатор Японии Тоётоми Хидэёси восстановил домен рода Сано в знак признания заслуг рода во время осады Одавара в 1590 году.
В 1590 году регион Канто получил во владение Токугава Иэясу. В 1592 году он утвердил за Сано Нобуёси его домен (Сано-хан) с доходом 35 000 коку риса. В 1613 году род Сано был лишен своих владений по причине, которая до сих пор не известна.
В 1613—1684 годах Сано-хан находился под непосредственным контролем сёгуната Токугава. В 1684 году сёгун Токугава Иэцуна восстановил Сано-хан (10 000 коку) в качестве дочернего княжества Сакура-хана. Новым правителем княжества стал Хотта Масатака (1667—1728), третий сын тайро Хотты Масатоси (1634—1684). В 1698 году Хотта Масатака был переведен в Катада-хан в провинции Оми.
В 1698—1826 годах Сано-хан вторично находился под управлением сёгуната Токугава. В 1826 году Хотта Масаацу (1755—1832), 6-й даймё Катада-хана (1787—1826), был переведен в Сано-хан, где его потомки продолжали управлять до конца сёгуната Токугава.
Во время Войны Босин (1868—1869) Хотта Масацугу, последний даймё Сано-хана (1854—1871), перешел на сторону нового императорского правительства Мэйдзи в противостоянии с сёгунатом Токугава.
В июле 1871 года Сано-хан был ликвидирован и включен в состав префектуры Тотиги.
Согласно переписи 1870 года, в княжество Сано проживало 11 893 человека и было 2 516 домохозяйств, из которых 1101 самураев в 230 домохозяйствах.

## Список даймё
| #                            | Имя и годы жизни                           | Годы правления | Титул                    | Ранг                     | Кокудара             |
| ---------------------------- | ------------------------------------------ | -------------- | ------------------------ | ------------------------ | -------------------- |
| Род Сано (тодзама) 1600—1613 |                                            |                |                          |                          |                      |
| 1                            | Сано Нобуёси (1566-1622) (яп. 佐野 信吉)   | 1600-1613      | Сюри-но-дайбу (修理大夫) | Пятый нижний (従五位下)  | 39,000 коку          |
| Сёгунат Токугава 1613—1684   |                                            |                |                          |                          |                      |
| Род Хотта (фудай) 1684—1698  |                                            |                |                          |                          |                      |
| 1                            | Хотта Масатака (1667-1728) (яп. 堀田 正高) | 1684-1608      | Бунго-но-ками (備後守)   | Пятый нижний (従五位下)  | 10,000 коку          |
| Сёгунат Токугава 1698—1826   |                                            |                |                          |                          |                      |
| Род Хотта (фудай) 1826—1871  |                                            |                |                          |                          |                      |
| 1                            | Хотта Масаацу (1755-1832) (яп. 堀田正敦)   | 1826-1832      | Сэтцу-но-ками (摂津守)   | Пятый нижний (従五位下)  | 13,000 ->16,000 коку |
| 2                            | Хотта Масахира (1795-1854) (яп. 堀田 正衡) | 1832-1854      | Сэтцу-но-ками(摂津守)    | Пятый нижний (従五 位下) | 16, 000 коку         |
| 3                            | Хотта Масацугу (1842-1896) (яп. 堀田 正頌) | 1854-1871      | Синано-но-ками(信濃守)   | Пятый нижний (従五 位下) | 16,000 коку          |